# アッペンツェル鉄道ABDeh4/4 6-8形電車

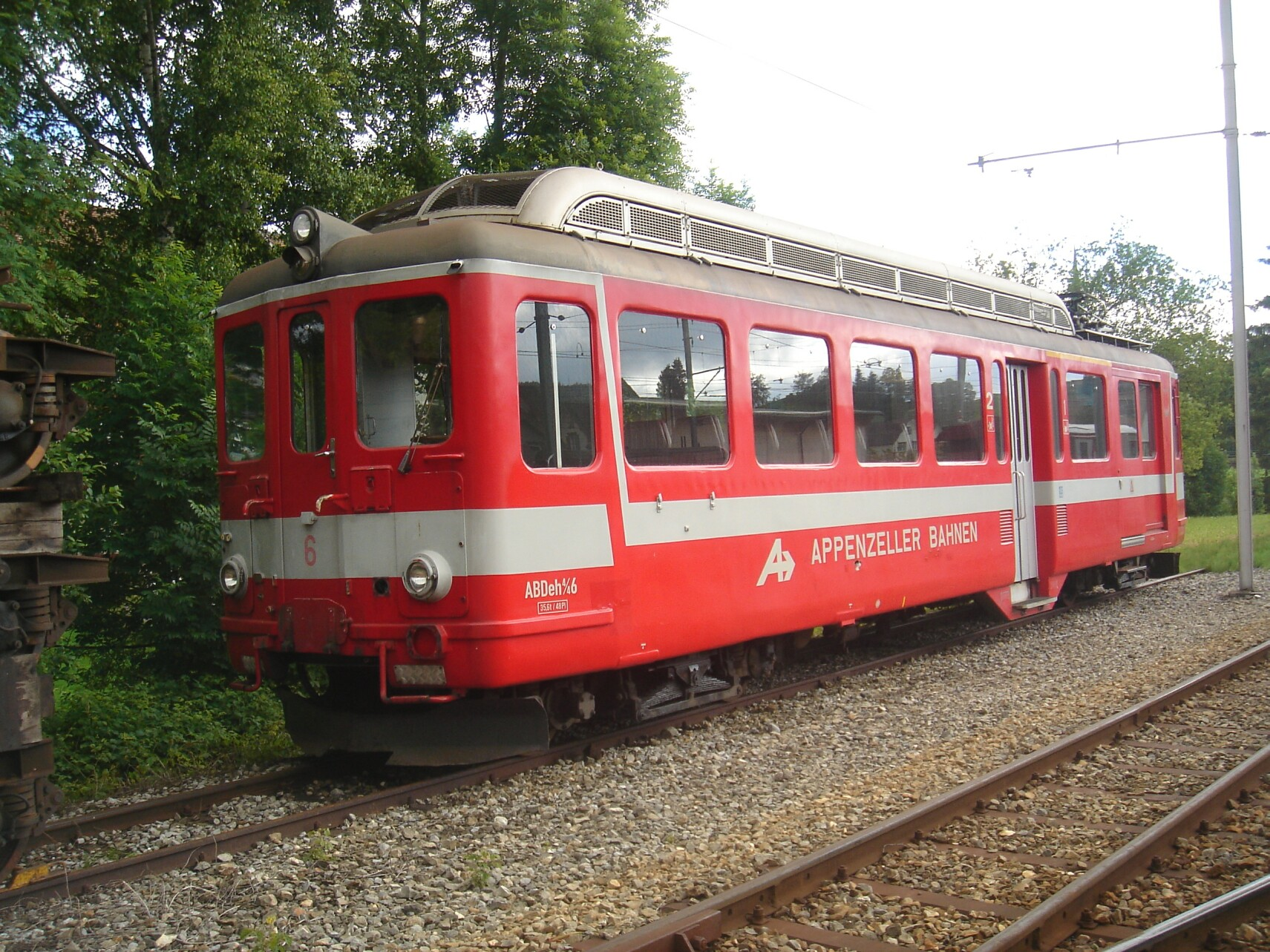
アッペンツェル鉄道のロゴの入ったABDeh4/4 6号機、ガイス工場に留置中、2007年

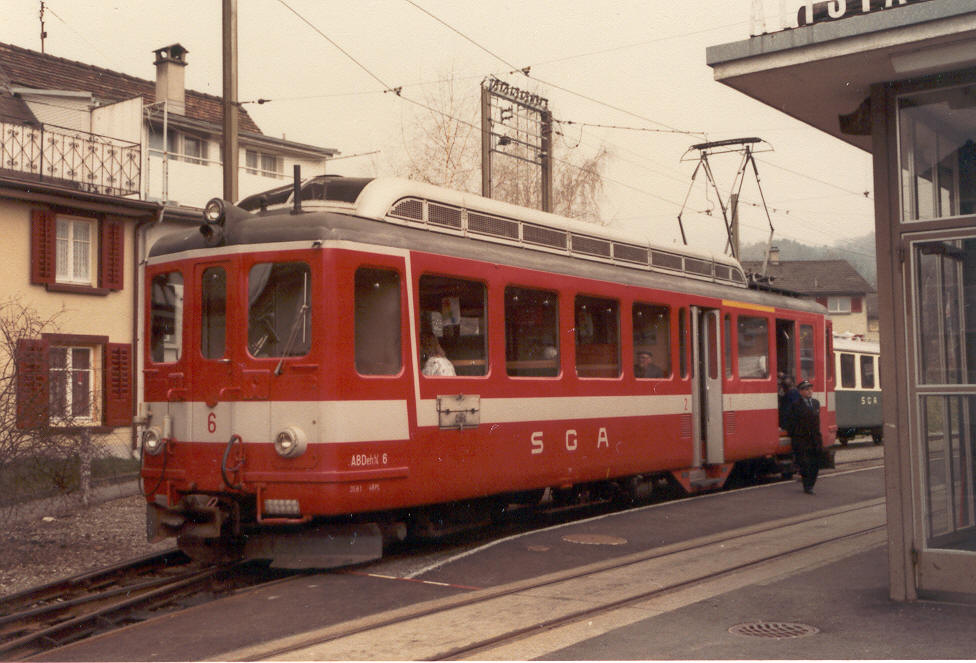
ザンクト・ガレン-ガイス-アッペンツェル-アルトシュテッテン電気鉄道時代のABDeh4/4 6号機、アルトシュテッテン・シュタット駅、1986年

アッペンツェル鉄道ABDeh4/4 6-8形電車(アッペンツェルてつどうABDeh4/4 6-8がたでんしゃ)は、スイスのアッペンツェル鉄道で使用されていた1等・2等・荷物合造ラック式電車である。なお、本機はBCFeh4/4形の6-8号機として製造されたものであるが、その後1956、62年の称号改正によりABDeh4/4形6-8号機となっているものである。

## 概要
スイス北東部に1000 mm軌間と1435 mm軌間の路線を持つアッペンツェル鉄道はさまざまな会社が統合を繰り返して2006年1月1日に現在の形態になっているが、このうち、ザンクト・ガレンからガイスを経由してアッペンツェルに至る路線は、もともとアッペンツェル軌道会社が建設した路線であり、ザンクト・ガレン - ガイス間が1889年10月1日に、ガイス - アッペンツェル間が1904年7月1日に開業した、一部区間にリッゲンバッハ-クローゼ式のラックレールを敷設した路線であり、当初はHG2/3形およびHG2/4形ラック式蒸気機関車が牽引する列車で運行されていた。その後1931年1月23日に全線が直流1500 Vで電化され、併せて同年1月1日に社名をザンクト・ガレン-ガイス-アッペンツェル電気鉄道に変更し、BCFeh4/4 1-5形ラック式電車が列車を牽引していた。
一方、ガイスからアルトシュテッテンへ至る1000 mm軌間の路線は、アルトシュテッテン-ガイス鉄道が建設した路線であり、1911年11月18日にアルトシュテッテン・シュタット - ガイス間が建設した、一部区間にシュトループ式のラック区間を敷設した路線であり、開業当初より電化されてCFeh3/3 1-3形およびCFeh4/4 4形のラック式電車が列車を牽引していた。しかしながら、アルトシュテッテン-ガイス鉄道は経営状況が思わしくなかったためザンクト・ガレン-ガイス-アッペンツェル電気鉄道と統合することとなり、両社は1947年1月1日にザンクト・ガレン-ガイス-アッペンツェル-アルトシュテッテン電気鉄道となった。これに合わせて両線で設備の仕様を揃えて機材を共用できるようにすることとなり、旧アルトシュテッテン-ガイス鉄道線は電化方式を直流1000 Vから1500 Vに、ラックレールの基準面の粘着レール面上からの高さを50 mmから45 mmに変更し、併せて経年の進んでいた開業当時のラック式電車を代替することとなった。この計画に伴い、主に旧アルトシュテッテン-ガイス鉄道線用として、旧ザンクト・ガレン-ガイス-アッペンツェル電気鉄道線でも運用が可能な機材として、1953年に3機が導入されたラック区間/粘着区間兼用の電車が本形式であり、製造当初はBCFeh4/4形の6-8号機であったが、その後スイスの鉄道における1956年の客室等級の1-3等の3段階から1-2等への2段階への統合と、これに伴う称号改正により2等室が1等室に、3等室が2等室となって形式記号も"B"から"A"、"C"から"B"に変更となって形式名がABFeh4/4形となり、さらに1962年の称号改正により荷物室の形式記号が"F"から"D"に変更となったため、形式名がABDeh4/4形となっている。
スイスのラック式電車では、1906年から製造されたマルティニ・シャトラール鉄道のBCFe4/4 1...15形で初めて採用された、1つの車軸にラック式と粘着式の駆動装置を両方組み込んで1基の電動機で双方を駆動する駆動装置を吊掛式に装荷して、1台車当たり動軸、ラック区間用ピニオンともに2軸ずつを駆動する2軸ボギー台車を装備する方式が多く採用されていた。一方、1930年代後半から1940、50年代にかけて SLMとBBCが製造した2軸ボギー台車にコンパクトにまとめたラック式もしくは粘着式/ラック式の駆動装置と台車装荷式の主電動機を1組を組み込んだ、1台車あたり動軸1軸を駆動する定格出力150 - 250 kWの小出力のラック式電車がモントルー-グリオン鉄道、グリオン-ロシェ・ド・ネー鉄道、エーグル-レザン鉄道、ベー-ヴィラー-ブルタユ鉄道の各鉄道に導入されていた。
そういった経緯を経て、本形式が製造された1950年前後においては主電動機を台車装荷としながら1台車あたり動軸、ピニオンを駆動とも2軸ずつを駆動する方式が開発されており、SWP では主電動機を枕木方向に装荷し、ゴム継手やたわみ板継手を介して駆動装置に動力を伝達するSWP式と呼ばれる方式をマルティニ・シャトラール鉄道CFeh4/4 4-8形（後のBDeh4/4 4-8形）や、エーグル-オロン-モンテイ-シャンペリ鉄道BCFeh4/4 4-8形（後のABDeh4/4 4-8形）に採用しており、SLMでは主電動機をレール方向に装荷し、自在継手を介して駆動装置に動力を伝達する方式をベルナーオーバーラント鉄道のBCFeh4/4形（後のABDeh4/4形）に採用していた。本形式では後者の方式が改良の上で採用されており、ベルナーオーバーラント鉄道の機体では主電動機と駆動装置間に自在継手が使用されていたものを、本形式ではゴムを使用したたわみ継手として台車軸距を2950 mmから2370 mmに短縮を図って旧ザンクト・ガレン-ガイス-アッペンツェル電気鉄道の最小曲線半径30 mにも対応できるものとしたことが特徴であり、1時間定格出力472 kW、牽引力68.6 kNの性能を発揮して、客車列車、貨物列車の牽引を可能としたラック式鉄道用機で、車体、台車および駆動装置の製造をSLMが、主電動機、電気機器の製造をBBCが担当している。なお、各機体の機番とSLM製番、製造年、製造所、機体名（6号機のみ）は以下の通り。
- 6 - 4065 - 1953年 - SLM/BBC - ALTSTÄTTEN
- 7 - 4066 - 1953年 - SLM/BBC
- 8 - 4067 - 1953年 - SLM/BBC

## 仕様

### 車体
- 車体は両運転台式で、同時期に同じSLMで製造されたベルナーオーバーラント鉄道のBCFeh4/4形やフルカ・オーバーアルプ鉄道[17]のBCFhe2/4形（後のBDeh2/4形）と類似の丸みを帯びたスタイルの軽量構造の鋼製車体であるが、これらの形式で見られた窓下の型帯や正面窓の縁取などが無くなった、より平滑な外観となっている。
- 正面は貫通扉付の丸妻、3枚窓のスタイルで、貫通扉上部と下部左右の3箇所に丸型の前照灯、貫通扉上部の前照灯下部に標識灯が設置され、正面窓下部に運転台機器の点検口が設置されているほか、正面窓下部に砂箱の蓋が設置されていることと、台枠部にバンパーが設置されていることが特徴となっている。連結器は車体取付の+GF+式[18]ピン・リンク式自動連結器で、従来のピン・リンク式連結器とも連結可能なものとなっている。そのほか、先頭部には暖房引通用の電気連結器と空気管用の連結ホースが設置されるほか、先頭部の台車下部に大型のスノープラウが設置されている。
- 側面は窓扉配置1D111D141（乗務員室窓-荷物室扉-荷物室窓-1等室[19]窓-デッキ窓-乗降扉-デッキ窓-2等室[20]窓-乗務員室窓）で、客室窓は1等室のものが幅1400 mm、2等室のものが幅1200 mm、乗務員室窓は狭幅のそれぞれ下落し式、乗降扉は4枚折戸で2段のステップ付、荷物室扉は片引戸となっている。また、屋根上は後位側端部に摺板2本を装備する菱形パンタグラフが1基が、その他の部分には大型の主抵抗器が設置されている。
- 車体内は後位側から長さ1200 mmの運転室、2670 mmで面積4.5 m2の荷物室、1720 mmの1等室、2030 mmの乗降デッキ、3000 mmの喫煙2等室、同じく3000 mmの禁煙2等室、1200 mmの運転室の構成となっており、1等室の座席は2+1列でシートピッチ1720 mm、2等室は2+2列でシートピッチ1500 mmの固定式クロスシートで、1等室に1ボックス、2室の2等室にそれぞれ2ボックスずつ設置されており、座席定員は1等は1等室の6名、2等が2室の2等室の計32名のほかにデッキの4名分と荷物室の6名分のそれぞれ折畳式補助席が設置されており、座席は1等室のものがモケット貼りのもの、2等室のものは木製ニス塗りのものとなっている。
- 運転室は当時の標準的な運転士が立って運転する形態の左側運転台でスイスやドイツで一般的な円形のハンドル式のマスターコントローラーであり、右側には手ブレーキハンドルが設置されている。また、運転室側面には乗務員室扉が設置されず、客室、荷物室もしくは正面貫通扉から出入りをする。
- 製造当時の塗装は車体は上半部をクリーム色、下半部を濃緑色として、側面下部中央に"SGA"の、乗降扉横の各客室窓下部に客室等級の文字が入り、側面運転室窓と正面貫通扉のそれぞれ下部に機番が入ったっものとなっており、車体台枠、床下機器と台車はダークグレー、屋根および屋根上機器は銀色である。
- その後1981年に導入されたBDeh4/4 11-17形の11-15号機と同じオレンジ色をベースに車体全周の窓下部と正面窓上部に白色の帯を入れたものに改められている。

### 走行機器
- 制御装置はBBC製の抵抗制御式で、1時間定格出力472 kW、牽引力68.2 kNの性能と粘着区間で55 km/h、ラック区間で30 km/hの最高速度を発揮するほか、電気ブレーキとして発電ブレーキを装備している。なお、重連総括制御機能を持たないため、重連時には協調運転で運行される。
- 台車はSLM製の鋼板溶接組み立て式で、ベルナーオーバーラント鉄道のABDeh4/4形電車のものをベースに固定軸距離の短縮を図ったもので、台車枠は端梁と側梁のほか、側梁間に渡された横梁、その横梁間の中梁、台車中心を通り側梁間に斜めに渡された斜梁で構成されたもので、その中に粘着式/ラック式駆動双方の駆動装置を小型化して固定軸距2370 mmにまとめたものとなっている。枕ばねは重ね板ばね、軸ばねはコイルばね、軸箱支持方式は円筒支持方式となっており、牽引力はセンターピンで伝達される。
- 各台車2基の主電動機は台車枠にレール方向に装荷され、駆動力は主電動機からゴムを使用したたわみ継手、駆動装置に過大な負荷がかかった場合に主回路を保護するための爪クラッチ式継手[21]を経て各軸の歯車箱へ伝達され、傘歯車で枕木方向へ向きを変えた中間軸から粘着動輪と、各動軸にフリーで嵌込まれたラックレール用のピニオンにそれぞれ一段減速で伝達される。また、ラック方式はラックレールがラダー式1条のリッゲンバッハ-クローゼ式 もしくは歯型レール1条のシュトループ式で、動輪のタイヤが1/2磨耗した時に粘着動輪とピニオンの周速が一致するようにギヤ比が設定されており、減速比は粘着動輪が15.34、ピニオンが1:6.20である。また、各台車1基ずつの主電動機の駆動装置側と反対側の出力軸には車内照明装置等用の発電機が設置されているほか、両車端軸に砂撒き装置が装備されており、砂箱は運転室内に、砂箱蓋は正面窓下部にそれぞれ装備されている。
- ブレーキ装置は主制御器による発電ブレーキのほか、空気ブレーキと手ブレーキを装備し、基礎ブレーキ装置として粘着動輪へは両抱式の踏面ブレーキ、ピニオンにはピニオン併設の1軸あたり2組のブレーキドラムに作用するバンドブレーキが装備される。

### 主要諸元
- 軌間：1000 mm
- 電気方式：DC 1500 V 架空線式
- 最大寸法：全長15800 mm、全幅2730 mm、屋根高3380 mm、全高4000 mm
- 軸配置：Bozz'Bozz'
- 軸距：2370 mm
- 台車中心間距離：10240 mm
- 車輪径：678 mm
- ピニオン径：573 mm
- 自重：35.6 t
- 定員：1等6名、2等32名
- 荷室面積：4.5 m2
- 荷重：1.5 t
- 走行装置
  - 主制御装置：抵抗制御
  - 主電動機：直流直巻整流子電動機×4台
  - 減速比：5.34（ラック式駆動装置）、6.20（粘着式駆動装置）
  - 出力：472 kW（1時間定格）
  - 牽引力：68.2 kN（1時間定格）、98 kN（最大）
  - 牽引トン数：55 t（92 ‰）、29 t（160 ‰）
- 最高速度：17 km/h（160 ‰・ラック区間下り）、22 km/h（95 ‰・ラック区間下り）、30 km/h（ラック区間上り）、55 km/h（粘着区間）
- ブレーキ装置：空気ブレーキ・手ブレーキ・発電ブレーキ

## 運行・廃車

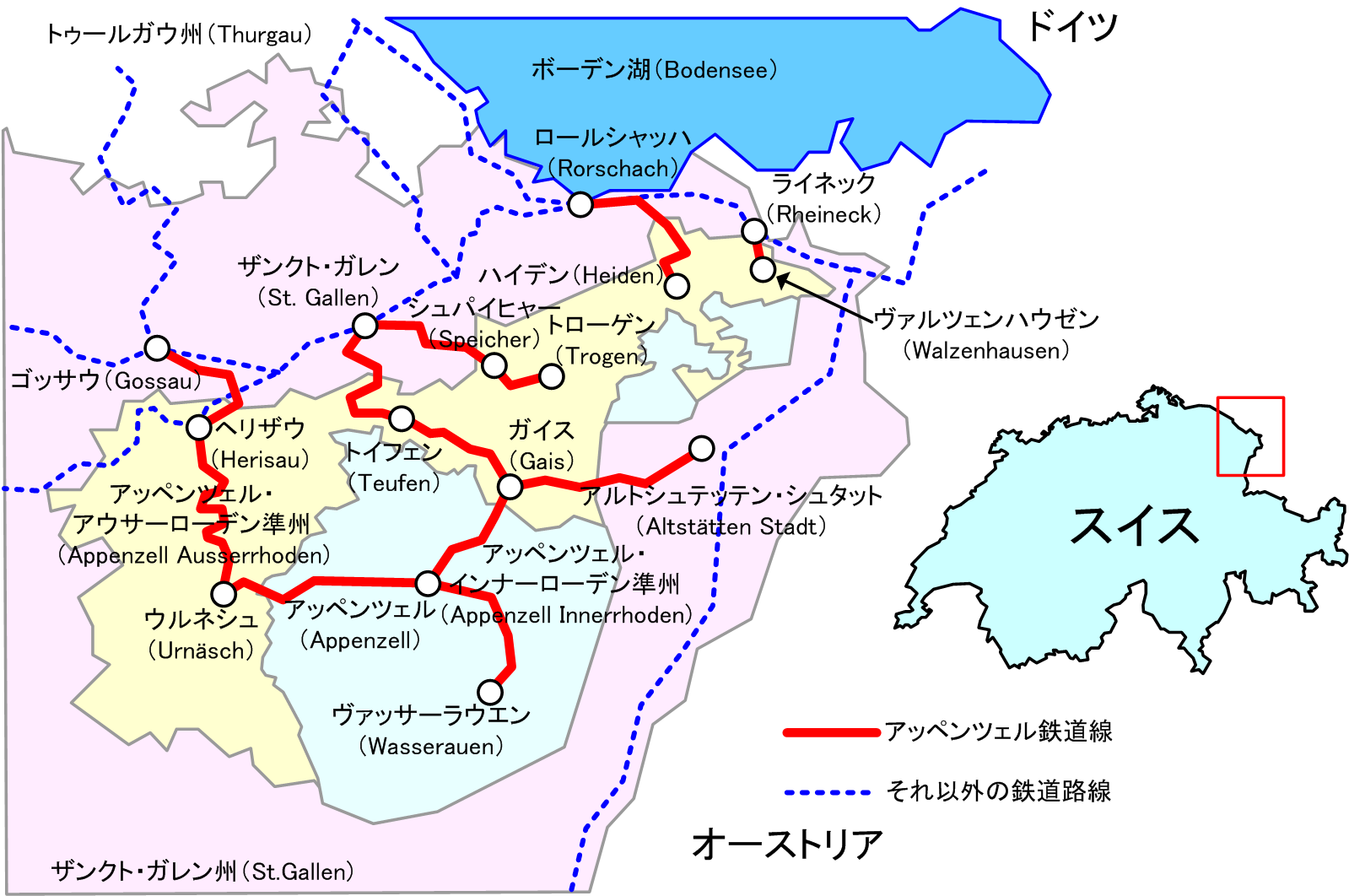
2006年以降のアッペンツェル鉄道の路線図、本形式はザンクト・ガレン - トイフェン - ガイス - アッペンツェル間およびガイス - アルトシュテッテン・シュタット間で運行されている

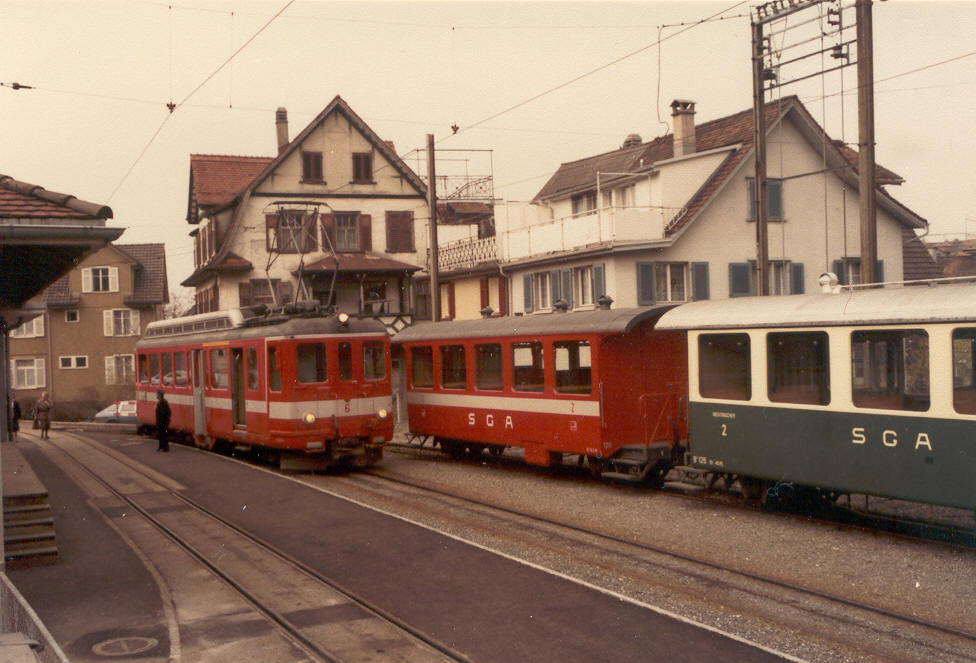
旧アルトシュテッテン-ガイス鉄道の駅であったアルトシュテッテン・シュタット駅に停車中にABDeh4/4 6号機、1986年

- 本形式が使用されるアッペンツェル鉄道のうち、ザンクト・ガレン - アッペンツェル間は、スイス東部の中心都市であるザンクト・ガレン州のザンクト・ガレンからアッペンツェル・アウサーローデン準州のガイスを経由してアッペンツェル・インナーローデン準州のアッペンツェルに至る20.06 km、最急勾配100 ‰、標高669.3 - 928.2 mの路線であり、ザンクト・ガレンで2006年にアッペンツェル鉄道に統合された旧トローゲン鉄道[22]のトローゲン方面とスイス国鉄、スイス南東鉄道[23]に、アッペンツェルで1947年にアッペンツェル鉄道に統合された旧アッペンツェル-ヴァイスバート-ヴァッサーラウエン鉄道[24]のヴァッサーラウエン方面と、アッペンツェル鉄道のヘリザウ方面へ接続する。
- この路線はもともとは途中7箇所4.9 kmにリッゲンバッハ式の亜種であるリッゲンバッハ-クローゼ式[25]のラック式区間が敷設されていたが、1983年までに路線改良が行われて6箇所のラック区間は迂回路を設ける、もしくは69パーミル以下の区間はラックレールを撤去して粘着式とするなどして廃止され、ザンクト・ガレン付近に残る1箇所についても線形の改良がなされ、最急勾配が92パーミルから100パーミルに、距離が978 mから946 mに変更され、この区間のラックレールはシュトループ式との併用となっているほか、トイフェナー通りの区間が併用軌道のラック区間となっている。
- また、ガイス - アルトシュテッテン間は、ザンクト・ガレン州のライン川沿いの都市であるアルトシュテッテンからシュトス峠を越えてガイスへ至る全長7.65 km、最急勾配160 ‰、標高467.0 - 972.0 mの路線で、1975年5月31日まではアルトシュテッテン・シュタットからスイス国鉄のアルトシュテッテンSGまで乗り入れており[26]、1915-54年の間はその途中アルシュタッテン・ビルドでラインタル軌道[27]のヘーアブルーク、ベルネック、ディーポルトザウ方面へ接続していた。
- この路線はガイス - アルトシュテッテン・シュタット間のうち、4392 mの区間は最急勾配52パーミルの粘着式、3264 mの区間は最急勾配60 ‰でシュトループ式のラック式区間となっており、開業時はラックレールのピッチ100 mm、歯幅62 mm、歯たけの粘着レール面高55 mm、歯高の粘着レール面高70 mmであったが、ザンクト・ガレン-ガイス-アッペンツェル-アルトシュテッテン電気鉄道への統合に伴い機材の共用を図るため、ラックレールを5 mm下げて歯たけの粘着レール面高50 mm、歯高の粘着レール面高65 mmとして、旧ザンクト・ガレン-ガイス-アッペンツェル電気鉄道のそれぞれ45 mm、81 mmと歯たけの粘着レール面高を揃えている。
- 本形式は1953年のガイス - アルトシュテッテン・シュタット間の直流1500 Vと同時に運行を開始しており、電化方式とラックレールの高さ変更に伴って運用から外れた旧アルトシュテッテン-ガイス鉄道のCFeh3/3 16-18形（会社統合前のCFeh3/3 1-3形）、CFeh4/4 11形電車（会社統合前のCFeh4/4 4形）を置き換えている。本形式は同区間で客車列車や貨物列車の牽引に使用されているほか、ザンクト・ガレン-ガイス-アッペンツェル間でも運行されている。客車列車では旧アルトシュテッテン-ガイス鉄道から引継いだ2軸客車であるC 121-123形[28]のほか、本形式と同時に導入された軽量客車である1948年製のC4 71-73形[29]やこれとほぼ同型で1964年製のB 81-83形などザンクト・ガレン-ガイス-アッペンツェル-アルトシュテッテン電気鉄道の各種客車を通常1-2両程度牽引していた。その後1981年にBDeh4/4 11-17形の11-15号機が導入されたが、同形式もABDeh4/4 1-5形と同様に旧ザンクト・ガレン-ガイス-アッペンツェル電気鉄道先でのみ運行されており、本形式は旧アルトシュテッテン-ガイス鉄道線ではほぼ専用で運行されていた。また、ABDeh4/4 6号機は1986年に"ALTSTÄTTEN"の機体名がつけられている。
- ザンクト・ガレン-ガイス-アッペンツェル-アルトシュテッテン電気鉄道は1988年1月1日にアッペンツェル鉄道と統合して社名がアッペンツェル鉄道となっているが、その後の1992年にはBDeh4/4 11-17形の増備車として160パーミル対応の16号機および17号機が本形式の代替として導入されると、更新工事を実施したABDeh4/4 6号機が予備機として残されて、7号機が部品確保用となるなど廃車が進み、2007年までに全機が廃車となっている。各機体の廃車年は以下の通り。
  - 6 - 2007年
  - 7 - 予備部品（廃車年不明）
  - 8 - 1999年